# Blatsé (Brvenitsa)
Blatsé (en macédonien Блаце) est un village du nord-ouest de la Macédoine du Nord, situé dans la municipalité de Brvenitsa. Le village comptait 344 habitants en 2002.

## Démographie
Lors du recensement de 2002, le village comptait :
- Macédoniens : 344